# Halfaouine, l'enfant des terrasses
Pour plus de détails, voir Fiche technique et Distribution.
Halfaouine, l'enfant des terrasses (arabe : عصفور السطح), parfois simplement appelé Halfaouine, est un film tunisien réalisé par Férid Boughedir et sorti en 1990. Il s'agit du premier long métrage de fiction du réalisateur.

## Synopsis
À Halfaouine, un quartier populaire de Tunis, le jeune Noura (interprété par le neveu du réalisateur), est partagé entre plusieurs mondes : celui des hommes, dans les rues, celui des femmes, dont il peut encore partager le hammam, malgré la puberté qui approche, et celui de son imaginaire, lourd des craintes du passage à la vie d'adulte. Boughedir brosse un tableau joyeux de la vie tunisienne et illustre les rapports subtils et complexes entre hommes et femmes en Tunisie.

## Fiche technique
- Titre : Halfaouine, l'enfant des terrasses
- Titre original : عصفور السطح (Asfour Stah)
- Réalisation : Férid Boughedir
- Scénario : Férid Boughedir
- Musique : Anouar Brahem
- Photographie : Georges Barsky
- Décors : Taïeb Jallouli
- Pays d'origine :  Tunisie
- Langue originale : arabe
- Format : couleur
- Genre : comédie dramatique

## Distribution
- Selim Boughedir : Noura
- Mustapha Adouani : Si Azzouz
- Rabia Ben Abdallah : Jamila
- Mohamed Driss : Salih
- Hélène Catzaras : Latifa
- Fatma Ben Saïdane : Saloua
- Abdelhamid Guayas : Cheikh Mokhtar
- Jamel Sassi : Moncef
- Carolyn Chelby : Leïla
- Fethi Haddaoui : Khemaïs[1]

## Analyse
Selon l'Abécédaire du cinéma tunisien, ce film est « du Boughedir tout craché » : 
« Une cinéphilie ruminée et digérée selon les aimantations d'un radar intérieur, un regard sidéré par la beauté des femmes et leur sensualité, un humour bon enfant et contagieux qui sonne juste, une habilité narrative constamment éveillée et soutenue. »
Boughedir présente une riche variété de personnages savoureux des vieux quartiers traditionnels de Tunis, puisés sans nostalgie dans les souvenirs de son adolescence. Ils sont observés sans parti pris à travers le regard du jeune Noura, ce qui donne à la réalisation cohérence et fluidité, soutenue par le montage de Moufida Tlatli. La qualité des décors et des costumes permet au spectateur d'identifier instantanément les traits distinctifs des différents milieux qu'il est amené à visiter. La musique allègre et douce contribue à faire du film une chronique distanciée du quartier Halfouine. Le thème instrumental de Anouar Brahem a d'ailleurs donné lieu à une chanson Je t'ai vue je ne sais où (Ritek mâ Naâref Win) écrite par Ali Louati et interprétée par Lotfi Bouchnak, dont le succès en a fait « le refrain nostalgique des romances évoquées à travers les quartiers populaires de Tunis ».

## Distinctions
- Tanit d'or, prix de la meilleure interprétation, prix de la meilleure mise en scène et prix Unesco aux Journées cinématographiques de Carthage ( Tunisie)
- Grand Prix du Festival du film méditerranéen de Valence ( Espagne)
- Médaille d'or du meilleur film au Festival du film de Giffoni ( Italie)
- Prix du meilleur espoir masculin au Festival international du film de comédie de Vevey ( Suisse)
- Ouverture du Festival de New York ( États-Unis)
- Grand prix spécial du jury – Prix de la meilleure image du Festival de Las Vegas ( États-Unis)
- Prix de la meilleure première œuvre du Festival de Chicago ( États-Unis)
- Grand prix du Festival Vue d'Afrique ( Canada)
- Prix du public à Wurtzbourg ( Allemagne)
- Meilleur film arabe de l'année au Festival du Caire ( Égypte)
- Nomination au César de la meilleure première œuvre ( France)
- Olivier d'or du Festival de Bastia ( France)